# 成樂
成乐，字以和，号龙山，湖广荆州府石首县人，明朝政治人物。

## 生平
弘治八年（1495年）乙卯科湖廣鄉試第十五名舉人，正德九年（1514年）甲戌科進士，歷官泰州知州，在任三年，以病卒于官。